# ヤン・ヤンスゾーン・ファン・デ・フェルデ
ヤン・ヤンスゾーン・ファン・デ・フェルデ（Jan Jansz. van de Velde、1620年 - 1662年）はオランダの画家、版画家である。おもに静物画を描いたことで知られる。

## 略歴
ハールレムで生まれた。祖父のヤン・ファン・デ・フェルデ(Jan van de Velde: 1568-1623)はアントウェルペン出身の書道家（カリグラファー）でロッテルダムで働き、父親のヤン・ファン・デ・フェルデ(Jan van de Velde: 1568-1623)は画家、版画家で1613年にハールレムに移っている。祖父、父と区別するために「ヤン3世」と呼ぶこともある。
父親から絵を学んだとされるが、ファン・デ・フェルデの静物画にはハーレムで活動した静物画家のピーテル・クラースゾーン(c.1597-1660)やウィレム・クラースゾーン・ヘーダ(c.1593-1680)の影響が見られる。1642年ころはアムステルダムにいて、そこで結婚した。ハールレムで活動し、亡くなる年にはエンクホイゼンにいた。1639年から1662年の日付のある作品がのこされていて、初期にはハールレムの静物画家、ルーロフ・コーツ(Roelof Koets: 1592-1654)と共作をしている。
有名な風俗画家ピーテル・ファン・ラール（バンボッチオ）の弟で、学者で私立学校の校長になったNicolaes Bodding van Laerに父親とともにカリグラフィーを教えたとされている 。

## 作品

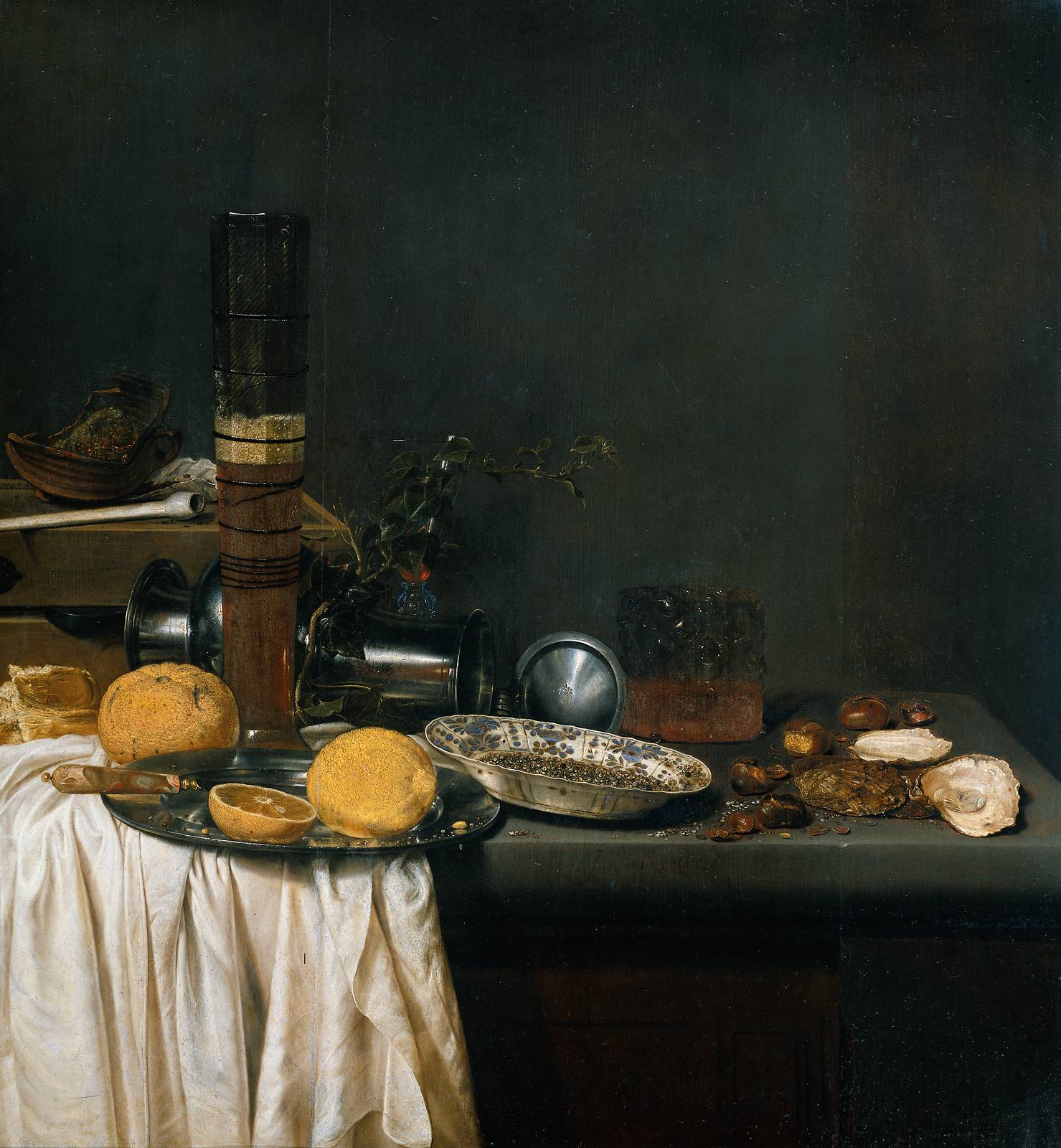
背の高いビールグラスのある静物画 (1647) アムステルダム国立美術館 蔵
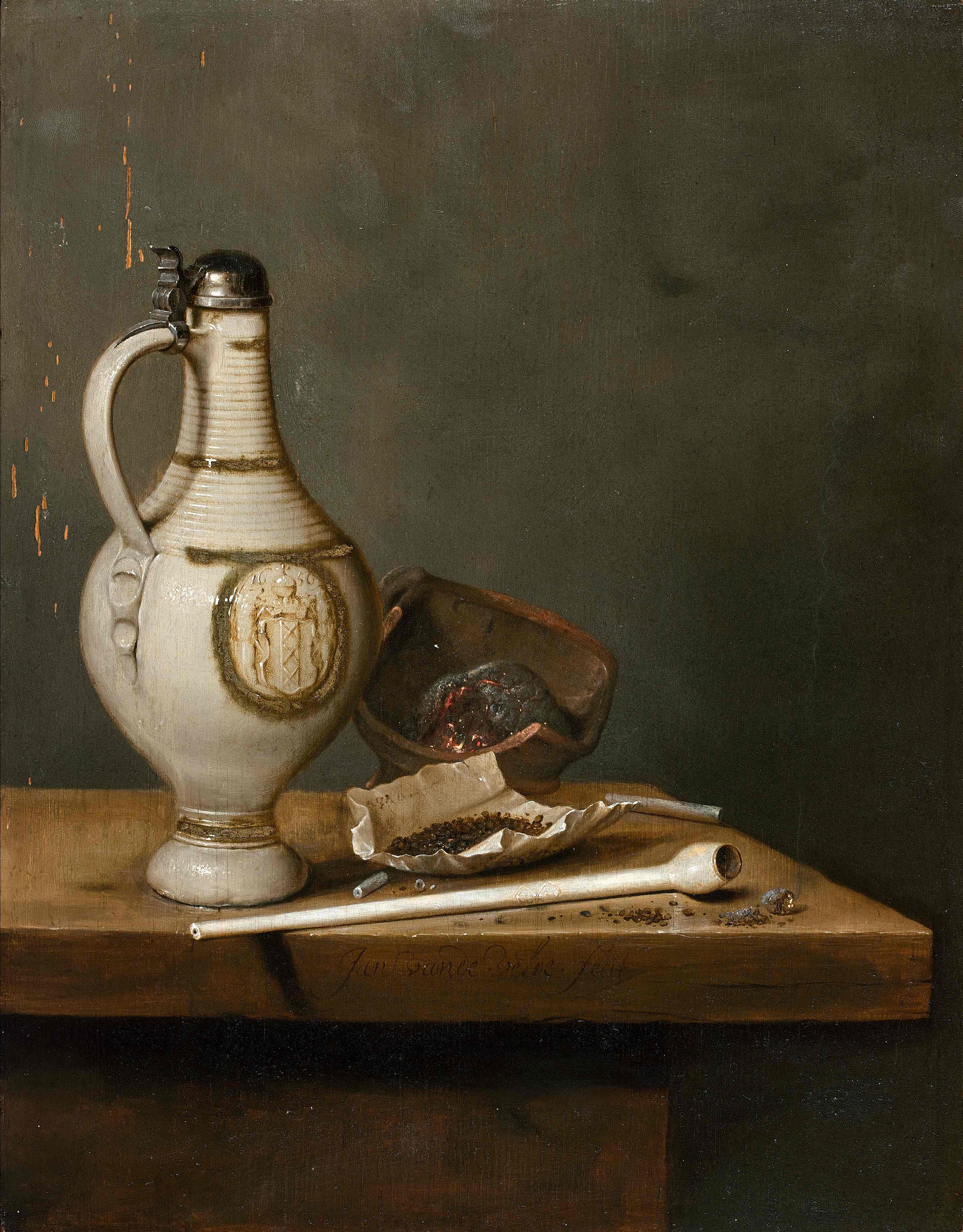
ストーンウェアの水差しとパイプのある静物画 (1650) ナショナル・ギャラリー (ワシントン) 蔵
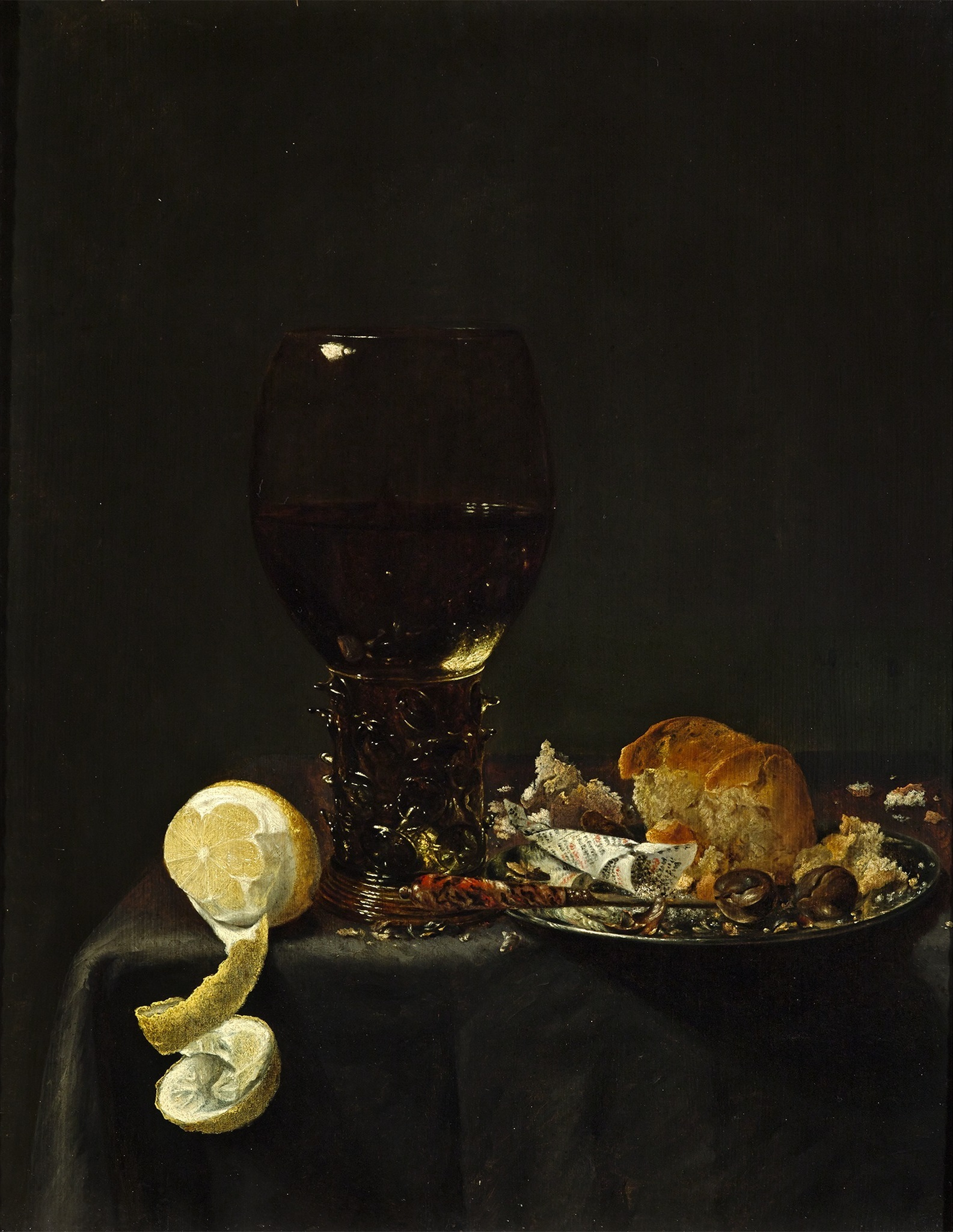
レーマーグラスなどのある静物画 (1650年代) ワルシャワ王宮 蔵
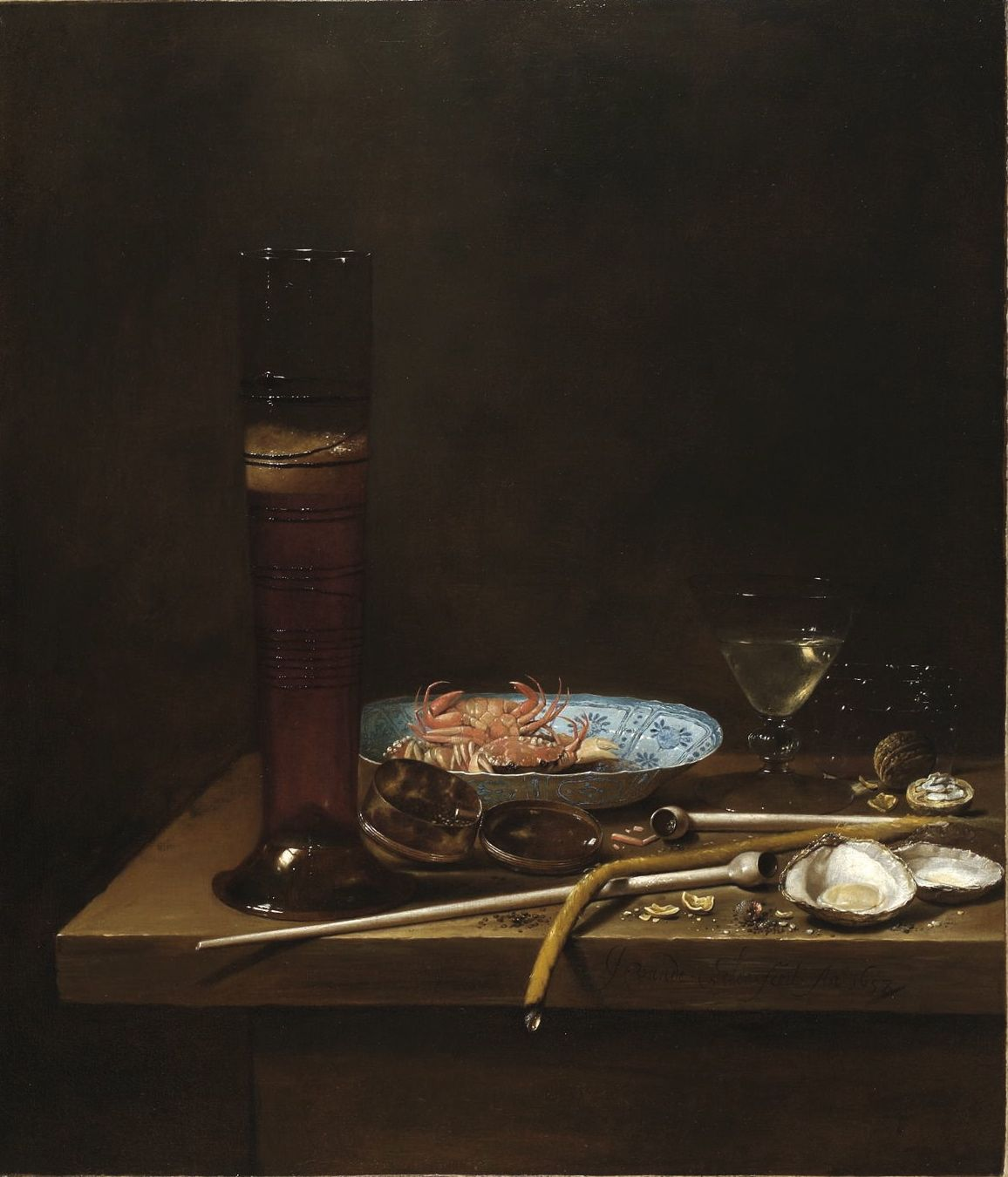
静物画 (1657) フランス・ハルス美術館 蔵